# Ростислав Мстиславич (сын Мстислава Романовича)
Ростислав Мстиславич (?—после 1240) — великий князь Киевский (1239—1240).

## Сын Мстислава Романовича и сын Мстислава Давыдовича
Согласно Воскресенской летописи, занявший в 1239 году Киев князь Ростислав Мстиславич был сыном Мстислава Давыдовича, Согласно исследованиям, он был сыном Мстислава Романовича Старого. Ростислав Борисович по крестильному имени отца (Мстислава Старого) упомянут в связи с киевским съездом 1231 года. В то же время родоначальником смоленских князей XIII—XIV веков был Ростислав Мстиславич (сын Мстислава Давыдовича).
Войтович В. Л. признаёт существование одного Ростислава Мстиславича (как сына Мстислава Романовича), считая его родоначальником смоленских князей XIII—XIV вв.

## Биография
После монгольского похода на Черниговское княжество монголы во главе с Мунке появились на левом берегу Днепра напротив Киева. Михаил Всеволодович Киевский уехал в Венгрию, после чего Ростислав приехал в Киев из Смоленска. Грушевский датирует эти события самым началом 1240, а вероятнее концом 1239 года, 1239-м же годом датирует БРЭ смену Михаила на Ростислава на киевском престоле. Р. П. Храпачевский, сторонник версии о зимних действиях Мунке на Северном Кавказе, датирует это событие ранней весной 1240 года). Затем Ростислав был пленён Даниилом Галицким, посадившим в Киеве своего наместника Дмитра.
По версии Горского А. А., вокняжение в Смоленске и Киеве Всеволода и Ростислава было связано с походом Ярослава Всеволодовича владимирского зимой 1239/40 годов, в ходе которого в Каменце была захвачена семья Михаила Всеволодовича, что зафиксировано в Лаврентьевской летописи. Однако, поход Ярослава на Смоленск датируется как правило началом 1239 или даже концом 1238 года, а Грушевский М. С. и Майоров А. В. считают, что семья Михаила была захвачена на юге Ярославом Ингваревичем перемильским и меджибожским.
Жена и дети неизвестны.